# Slyde
Slyde —Escurridizo en España— (Jalome Beacher), es un personaje de ficción, que es un supervillano que aparece en los cómics americanos publicados por Marvel Comics.

## Historial de publicaciones
Slyde apareció por primera vez en The Amazing Spider-Man # 272 y fue creado por Tom DeFalco y Sal Buscema.

## Biografía del personaje ficticio
Jalome Beacher fue un ingeniero químico que creó un recubrimiento antiadherente que se podía aplicar a cualquier cosa, solo para ser despedido por sus empleadores. Creó un disfraz cubierto con la sustancia y decidió usarlo para robar bancos. Su traje totalmente blanco le permite deslizarse por los pisos con relativa facilidad, y lo vuelve impermeable a las redes de Spider-Man. El traje tiene almohadillas en los guantes para que Slyde pueda agarrar objetos sin que se les escapen de las manos.
Slyde era parte del séptimo grupo llamado Maestros del Mal cuando el conjunto villano se enredó con los Thunderbolts, irónico porque los Thunderbolts están compuestos principalmente por miembros reformados de los Maestros del Mal.
Al darse cuenta de que pronto cumpliría cuarenta años, consiguió un nuevo disfraz, se dio un nuevo (y ficticio) origen e intentó robar un banco con secuaces, pero todo fue una estratagema para atraer a Spider-Man Para luchar contra él. Al final de la historia, camino a la cárcel, pensó que, sabiendo que "se enfrentaba cara a cara con Spider-Man", está completamente bien con la mediana edad.
En Wolverine # 26, Slyde aparentemente fue asesinado por la espada de Elektra, quien fue presuntamente muerta / resucitada por La Mano. Más tarde se reveló que este era el hermanastro de Jalome, Matt, que vestía el traje de Jalome y usaba la identidad de Slyde mientras Jalome estaba en prisión.

### Civil War
Slyde se encuentra entre el ejército de villanos reclutados por Zemo y sus Thunderbolts para servir como "cazadores de héroes" durante los eventos de Civil War.
Jalome, como Slyde nuevamente, junto con el Trapster, se reunió con el jefe de la mafia Hammerhead, quien estaba tratando de organizar un grupo de súper criminales para aprovechar la Guerra Civil entre los superhéroes de Marvel. Sin embargo, Slyde rechazó la propuesta. Le dispararon en la parte posterior de la cabeza y aparentemente fue asesinado por el ejecutor de Hammerhead, Underworld, para enviar un mensaje a aquellos que se negarían a unirse a la organización de Hammerhead.

## Otros personajes llamados Slyde
- Tras la muerte de Beacher, otra persona asume su identidad disfrazada. La identidad de este Slyde es desconocida, pero aparece con el traje de Jalome y fue visto en la portada de Avengers: The Initiative # 1 como uno de los 142 superhéroes registrados.[8][9] La aparición de Slyde, sin embargo, no es prueba de su participación en la Iniciativa, o puede significar que el traje de Slyde ha pasado a un sucesor heroico.
- Apareció una nueva versión de Slyde, aunque el disfraz ahora era completamente azul. Después de una breve persecución con Spider-Man, se reveló que este Slyde era un oficial de policía encubierto.[10]

### Ripcord
Después de M-Day, el segundo Night Thrasher (anteriormente Bandit) le dio a varios ex mutantes la tecnología que había obtenido usando la organización que poseía. La ex prostituta y mercenaria Stacy X recibió un traje de Slyde modificado, junto con la armadura modificada de Zancudo, tiradores de telaraña y resortes de Hombre Rana. Se convirtió en una Nueva Guerrera, murió en una explosión durante la batalla, pero luego volvió a aparecer con su aparición Stacy X.

## Poderes y habilidades
Los productos químicos en el traje de Slyde le permiten moverse a casi 30 millas por hora (48 km / h). Es casi imposible de entender y es increíblemente maniobrable. También es un químico experto.

## En otros medios

### Televisión
- Slyde aparece en el episodio de Spider-Man, "The Road to Goblin War", con la voz de Phil LaMarr.[11] En este programa, Jalome Beecher es un extrabajador de la Corporación Beemont Chemical que fue despedido por el CEO de la compañía, Alan Beemont (expresado por Chris Edgerly[11]) por querer crédito por lo que desarrolló para la compañía. Cuando Spider-Man se encuentra por primera vez con Slyde en su venganza contra la ciudad, sus redes no pueden afectarlo. Slyde se escapa al colapsar una escalera de incendios, lo que hace que Spider-Man salve a las personas de ser aplastadas. Su próximo ataque es en el parque donde se las arregla para atascar los tiradores web de Spider-Man. Con la ayuda de Otto Octavius, Spider-Man rastreó los productos químicos que Slyde usa hasta Beemont Chemical Corporation, donde no puede obtener ninguna información sobre Slyde de Alan Beemont. El CTO de la compañía, el Dr. Joseph Rockwell (con la voz de Eric Lopez[11]), habla con Spider-Man, donde reveló el origen de Slyde. Cuando Slyde ataca de nuevo, Spider-Man rescata a las personas de los explosivos que se encendieron. Gracias a Otto, Spider-Man encuentra el escondite secreto de Slyde en la Corporación Beemont Chemical, ya que los Octobots usan químicos especiales para contrarrestar los químicos de Slyde, lo que le permite a Spider-Man atraparlo. Luego se descubre que Slyde estaba confabulando con el Dr. Rockwell para que Beemont fuera despedido y la Nación Duende se hiciera cargo. Slyde y el Dr. Rockwell son arrestados por la policía.